# Келено (данаида)
Келено (др.-греч. Κελαινώ) — персонаж греческой мифологии, одна из пятидесяти данаид — дочерей царя Аргоса Даная, возлюбленная Посейдона.

## В мифологии
Античные авторы называют Келено дочерью царя Аргоса Даная от его жены Крино. Вместе с отцом и сёстрами она бежала на 50-вёсельном корабле из Ливии в Элладу, спасаясь от двоюродных братьев Египтиадов: те хотели жениться на данаидах, а Данаю была предсказана гибель от руки зятя. Египтиады настигли беглянок в Аргосе и принудили к браку; по данным Псевдо-Аполлодора, Келено стала женой Гипербия, по данным Псевдо-Гигина — женой Аристоноя. Однако в первую же брачную ночь она убила своего мужа кинжалом или булавкой, спрятанной в причёске, и то же самое сделали со своими мужьями все её сёстры, кроме Гипермнестры. Головы убитых они закопали на берегу реки Лерна, а тела похоронили за городской стеной. После этого данаиды прошли обряд очищения в водах Лернейского озера. В тот же день Данай нашёл для них новых мужей из числа победителей в состязаниях по бегу. 
Страбон пишет, что Келено была возлюбленной морского бога Посейдона, от которого родила сына по имени Келен.
После смерти Келено вместе с сёстрами понесла наказание за мужеубийство: в подземном царстве она вечно наливает воду в пробитую бочку.